# Rafael Cordero y Molina

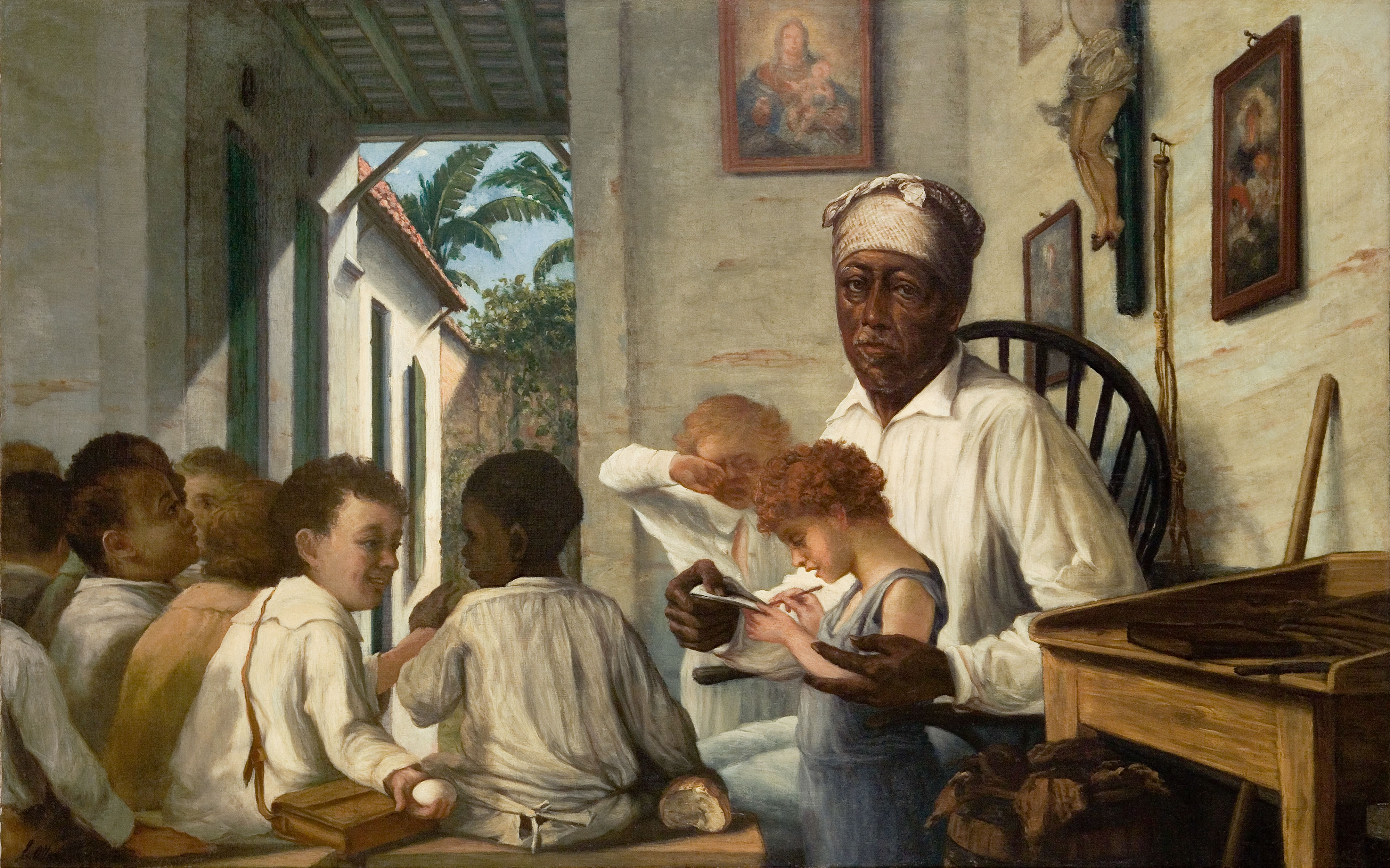
La escuela del maestro Cordero (1891), por Francisco Oller.

Rafael Cordero Molina, (San Juan, Puerto Rico, 24 de octubre de 1790 - 5 de julio de 1868) fue maestro negro que proporcionaba educación gratuita a niños de su ciudad sin importar raza o posición social. Es considerado el "apóstol de la instrucción primaria en Puerto Rico". Sus padres fueron  Lucas Cordero y Rita Molina, negros libres y maestros. Tuvo dos hermanas mayores: Gregoria y Celestina. El maestro Rafael Cordero es una de las figuras más importantes de la educación en Puerto Rico y un icono para el sistema educativo, la historia y la cultura de la isla. Tradicionalmente se dice que Rafael no pudo estudiar en las escuelas de Puerto Rico porque estas prohibían que los negros asistieran a ellas.Sin embargo, el historiador Gerardo Alberto Hernández Aponte documentó que en 1770, el reglamento del Directorio General de Miguel de Muesas estipuló que los maestros debían recibir sin distinción a niños blancos o morenos libres y libertos. Además, durante el siglo XVIII y gran parte de las primeras tres décadas del siglo siguiente la mayoría de la población insular no eran blanca.
Durante su niñez, Rafael fue educado por sus padres. Posteriormente, y gracias a la dedicación de sus progenitores, el propio Rafael continuó su educación mediante la lectura de libros, principalmente de temas religiosos. Ese mismo interés y afán por el saber y su devoción lo llevaron a dedicar toda su vida a la educación y el bienestar social de los más necesitados.

## Obra social
En 1826, Rafael  Cordero abrió su  escuela de enseñanza primaria en su hogar de San Juan (Puerto Rico). Gratuitamente impartía clases a los niños negros y blancos . Su hermana, Celestina, hizo lo propio por la educación de las niñas de esta misma forma. Además de aprender las destrezas básicas, Rafael enseñaba las doctrinas del cristianismo a sus discípulos, religión de la cual era muy devoto. 
El maestro estableció una escuela para instruir a los niños pobres, negros y mulatos. En ella les enseñaba a leer y a escribir y catecismo.  Los amigos y contemporáneos de Cordero Molina lo tuvieron en gran estima por haberse dedicado durante cuarenta años a la enseñanza gratuita. El Maestro enseñó, a fin de cumplir con una de las catorce obras de misericordia: “enseñar al que no sabe”. Para lograrlo se sostuvo económicamente con el dinero generado por medio del su oficio de tabaquero y el alquiler de parte de su vivienda.
La fama del buen maestro fue tal que, con los años incluso las familias blancas con recursos comenzaron a enviar a sus hijos a estudiar con él. Muchas de las figuras importantes de la política y la cultura puertorriqueña del siglo XIX —a varios de los cuales hoy se les llama próceres—, fueron discípulos suyos. Entre éstos, cabe mencionar a Alejandro Tapia y Rivera (considerado por muchos como el “patriarca” de la literatura puertorriqueña) y  Román Baldorioty de Castro (líder autonomista y abolicionista).

## El plano religioso
Rafael  se dio totalmente: su vida, su tiempo, sus energías y todos sus bienes como ofrenda de amor a Dios y a su prójimo, haciendo de su casa en la calle Luna del Viejo San Juan la escuela del amor divino. No menor fue su fama de hombre de caridad para con los pobres: era capaz de darle el pan que había preparado para sí y los pocos bienes de que disponía a quien los necesitara. Hombre de gran fe, los domingos y días de precepto a las seis de la mañana ya estaba en misa, única ocasión que se vestía de gala, con su traje azul festivo y sombrero de alpaca negro, pero sin quitarse el pañuelo que siempre llevaba en la cabeza. De humildad inigualable decía: “Yo no escribo nada en esta vida porque no quiero recordar hoy el bien que hice ayer. Mis deseos son que la noche borre las obras meritorias que he podido hacer durante el día”.

## Sus últimos años
Luego de su establecimiento, la Sociedad Económica de Amigos del País le otorgó el Premio de Virtud, por haberse dedicado muchos años a la enseñanza gratuita. Este premio  resalta su obra más importante y consistió de una aportación económica de 100 pesos. Sin embargo, Rafael no utilizó dicho dinero para sí, sino que, con una parte compró vestimentas y libros para sus discípulos más necesitados, y repartió la otra entre los limosneros de la capital.  Ya anciano, recibió del gobierno una ayuda de 15 pesos mensuales.
Hasta tan sólo ocho días antes de morir, el maestro Rafael Cordero estuvo impartiendo lecciones a sus niños. Sabiendo que su muerte estaba próxima, pidió a las autoridades de la Instrucción Pública que continuaran con la educación de sus últimos discípulos, solicitud que fue cumplida. El 5 de julio de 1868, se despidió de sus antiguos alumnos, pidiendo sus oraciones y bendiciéndolos: “Que al pobre anciano que os infundía amor a la instrucción no le queda más un soplo de vida.” A pocos minutos, expiró con una vela sellada y unos escapularios que le enviaron las Monjas Carmelitas diciendo:“¡Dios mío, recíbeme en tu seno!”. Alrededor de 2,000 personas rindieron tributo y participaron del sepelio de aquel que había vivido para darle a la niñez el pan de la enseñanza.

## Después de su muerte
Rafael Cordero y Molina es reconocido como una de las personas más importantes de la educación en Puerto Rico en el siglo XIX. Muchas escuelas y otras obras públicas del país llevan su nombre, pero su fama trascendió los límites de la isla. José Martí, conocido líder de la independencia de Cuba, se refirió a él como el “Santo Varón”. También, varias escuelas en los Estados Unidos han sido bautizadas con el nombre de este ilustre puertorriqueño.
La casa donde residió el maestro Rafael Cordero juntos asus hermanas y progenitores en la calle Luna del Viejo San Juan fue destruida en 1973 y en su lugar se construyó un edificio de apartamentos.
Actualmente y debido a la vida ejemplar y devota de este ciudadano, la Iglesia católica inició, hace un tiempo, el proceso para su beatificación.  
El 9 de diciembre de 2013 el papa Francisco lo declaró venerable siendo este el primer paso para su eventual canonización.